# 范文澜

范文澜

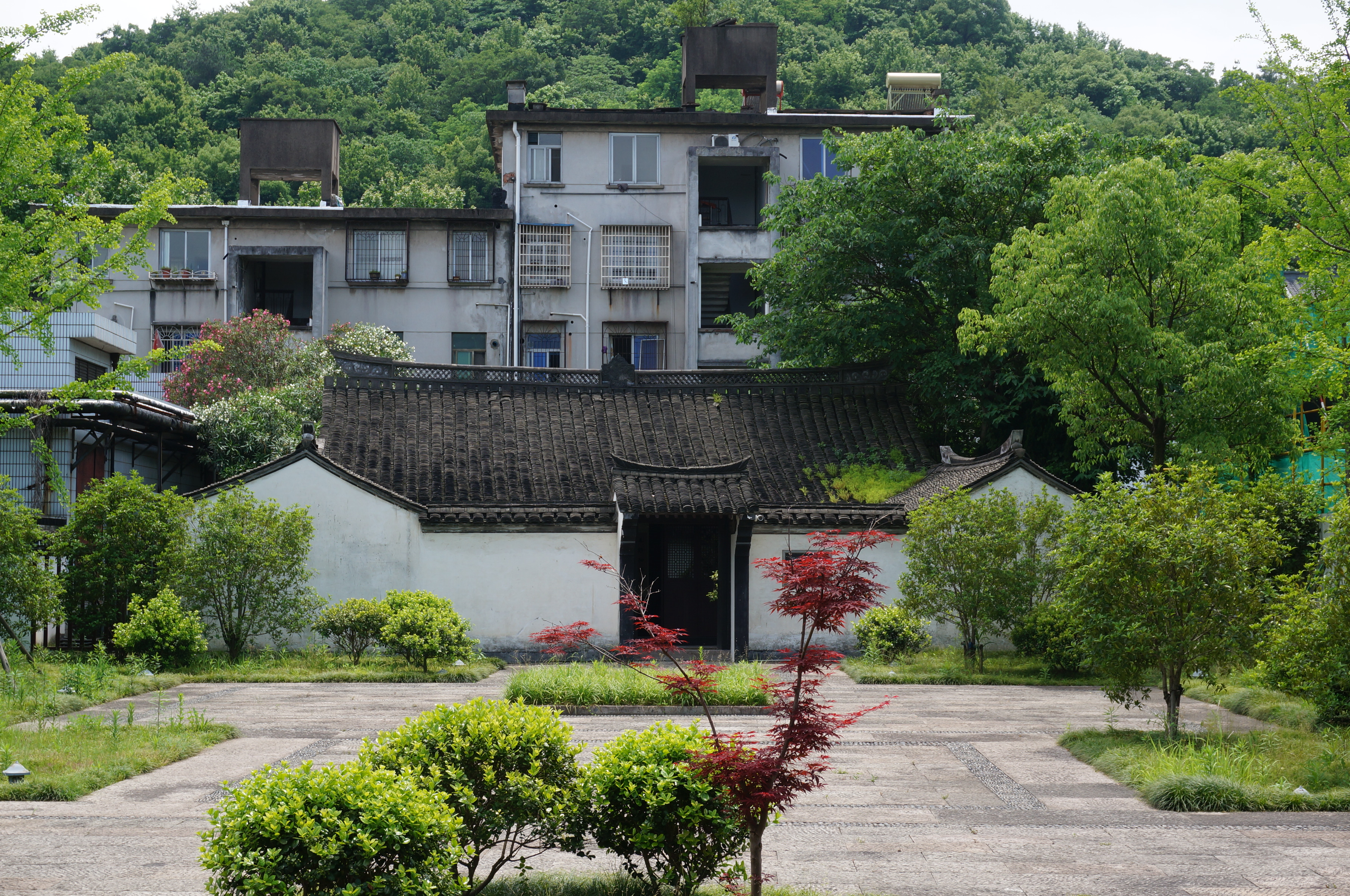
绍兴范文澜故居

范文瀾（1893年—1969年7月29日），字芸台，后改字仲沄，男，浙江绍兴人，中国历史学家。五四运动以后被称为史学界的“马列五老”之一，与郭沫若、吕振羽、侯外庐、翦伯赞并称为当时的马克思主义史学的代表人物。

## 生平
1913年，范文澜考入北京大学文预科，次年进入文科国学门。1917年，范文澜毕业，获学士学位。1921年起天津南开大学、北京大学、北京师范大学、辅仁大学等地教授中国文学。1925年发表了对中国最早的文学评论著作《文心雕龙》的注释书。
之后范文澜转向历史学的研究。1935年因为支持华北抗日运动遭到逮捕，释放后在1940年奔赴延安，任马列学院历史研究室主任、中央研究院副院长兼历史研究室主任等职。1941年编写了中国共产党干部的教材《中国通史简编》，1945年执笔《中国近代史》（上册），成为中国历史学界的重要学者。1948年担任华北人民政府委员和中原大学校长。
在延安整风运动中，范文澜为前一阶段中央研究院出现的以王实味为代表的自由化思潮严重泛滥的局面而深感痛心。范文澜谴责自己“高唱民主，忽视集中，形成放任自流的‘领导’”，声称这是“难以忘怀的一件痛苦经验”，他对此“衷心抱疚”。1944年出版《汉奸刽子手曾国藩的一生》。
1950年范文澜任中国科学院副院长，历史研究所三所所长等职务。1951年7月28日，中国史学会正式在北京成立。1954年，中国史学会公布第一届理事会名单，郭沫若担任主席，吴玉章、范文澜担任副主席，同时产生43名理事、7名常委理事。史学会成立后，即着手编辑《中国近代史资料丛刊》，由徐特立、范文澜、翦伯赞、陈垣、郑振铎、向达、胡绳、吕振羽、华岗、邵循正、白寿彝为总编辑委员。1954年，他当选第一届全国人大代表。9月，他出席第一届全国人大第一次会议讨论宪法草案，期间并发言。党内职务方面，1956年成为中共第八届中央候补委员，后文革开始，陈伯达之流企图整垮、迫害范文澜，毛泽东则利用国庆节公开宣布对范文澜的保护，幸運逃過一劫，在1969年在中共九大上被选为第九届中央委员。后任中国科学院近代史研究所所长。1969年7月29日因病在北京逝世，享年76岁。

## 社会兼职
第一至三届全国人大代表，第三届全国人大常委，第三届全国政协常委，中国史学会副主席。

## 荣誉
中国科学院哲学社会科学部委员。

## 学术贡献
范文澜《中国近代史》（第一编上册）多次重印出版，至1978年又易名为《中国通史》分十册陆续出版，与郭沫若主编的另一种《中国史稿》（人民出版社），翦伯赞主编的《中国史纲要》（人民出版社）、尚钺主编的《中国历史纲要》（人民出版社）、吕振羽《简明中国通史》（人民出版社）并称“五朵金花”。

## 著作
- 《中国通史简编》
- 《中国通史》(第一、二、三、四册) （范先生故去后，第五、六、七、八、九、十册由蔡美彪等编撰完成）
- 《中国近代史》（上册）
- 《历史考略》
- 《群经概论》
- 《水经注写景文钞》
- 《文心雕龙注》
- 《太平天国革命运动》
- 《范文澜史学论文集》
- 《关于中国历史的若干问题》